# قمر أفيلانيدا
قمر أفيلانيدا ((بالإسبانية: Luna de Avellaneda)‏، 2004 هو فيلم أرجنتيني من إخراج خوان خوسيه كامبانيلا ، كتابة كامبانيلا فرناندو كاستيتس وخوان بابلو دومينيك. بطولة  ريكاردو دارين في ثالث تعاون مع كامبانيلا، وإدواردو بلانكو في التعاون الرابع، وكذلك مرسيدس موران وفاليريا بيرتوسيلي.

## القصة
يولد رومان مالدونادو (ريكاردو دارين) خلال كرنفال أقيم في «لونا دي أفيلانيدا», وهو نادي رياضي وأجتماعي يقع في أفيلانيدا, مقاطعة بوينس آيرس. ويصبح عضواً مدى الحياة، ويصبح النادي جزءاً أساسياً من حياته.
كان النادي يضم أكثر من 8000 عضو في أوجه، ولكن في الألفينيات تراجعت العضوية إلى نحو 300 شخص. تنحدر مستوى المعيشة في الحي, ويعاني السكان من ضيق مالي وتصبح التجمعات أمراً نادراً على ما كانت عليه في السابق. ويكتشف رومان بأن زوجته فيرونيكا على علاقة غرامية بغيره، ويمر زواجهما في أسوأ حالاته.
جنباً إلى جنب مع امادو غريمبيرغ (إدواردو بلانكو) وغراسييلا (مرسيدس موران), أصدقاء النادي، يكافحوا لبقاء المكان قبل أن يتم بيعه ويحول إلى كازينو.
يروي الفيلم الصعود والهبوط في هذه المعركة، وكذلك مكافحة امادو في علاقته مع كريستينا (فاليريا بيرتوسيلي), أزمة عائلة رومان والصعوبات التي تواجهها غراسييلا بعد أن تركها زوجها. وفي النهاية يتم التصويت على إبقاء النادي بـ(33-26) صوت، وتجد الشخصيات الرئيسية نفسها في مفترق طرق في طريقة حلوة ومرة. ومع ذلك كانت النهاية متفائلة، كما يجد رومان الأمل في العثور على بطاقة عضوية ناديه القديم، جنباً إلى جنب مع امادو وتشير التلميحات بأنهم سيبدأون ناديهم الخاص.

## فريق العمل
- ريكاردو دارين, رومان مالدونادو
- إدواردو بلانكو، امادو غريمبيرغ
- مرسيدس موران، غراسييلا
- فاليريا بيرتوسيلي, كريستينا
- سيلفيا كوتيكا، فيرونيكا
- خوسيه لويس لوبيز فاسكيز، دون أكويليس
- دانيال فانيغو، اليخاندرو
- أتيليو بوزوبون، أتيليو
- هوراسيو بينيا، خوليو
- ماريا فيكتوريا بسكاي، ماكارينا
- فرانسيسكو فرنانديز دي روزا، داريو
- ميكايلا مورينو، دلما
- آلان صباغ، إسماعيل
- صوفيا بيرتولوتو، يانينا صديقة داريو
- ايزيكيل ميرلينو، برونو

## الجوائز
- جوائز كلارين للترفيه: جائزة كلارين لأفضل ممثل مساعد - فيلم، إدواردو بلانكو في عام 2004.
- مهرجان هافانا السينمائي: كورال، صوت, خوسيه لويس دياز عام 2004.

الترشيحات
- جوائز جويا: جويا، أفضل فيلم أجنبي باللغة الإسبانية، خوان خوسيه كامبانيلا، الأرجنتين في عام 2004.

## وصلات خارجية
- قمر أفيلانيدا على موقع IMDb (الإنجليزية)
- قمر أفيلانيدا على موقع ألو سيني (الفرنسية)
- قمر أفيلانيدا على موقع Turner Classic Movies (الإنجليزية)
- قمر أفيلانيدا على موقع أول موفي (الإنجليزية)
- قمر أفيلانيدا على موقع فيلمافينيتي (الإسبانية)
- قمر أفيلانيدا على موقع قاعدة بيانات الفيلم (الإنجليزية)
- قمر أفيلانيدا على موقع ليتربوكسد (الإنجليزية)
- قمر أفيلانيدا على موقع كينوبويسك (الروسية)
- قمر أفيلانيدا في Cinenacional
- قمر أفيلانيدا أستعراض الفيلم من قبل جوزفينا سارتورا في Cineismo (بالإسبانية)
- Moon of Avellaneda film trailer على يوتيوب